# إليسا كازانوفا
إليسا كازانوفا (بالإيطالية: Elisa Casanova)‏ هي لاعبة كرة الماء إيطالية، ولدت في 26 نوفمبر 1973 في جنوة في إيطاليا.

## وصلات خارجية
- إليسا كازانوفا على موقع الاتحاد الدولي للسباحة (الإنجليزية)
- إليسا كازانوفا على موقع اللجنة الأولمبية الدولية (الإنجليزية)
- إليسا كازانوفا على موقع أوليمبيديا (الإنجليزية)